# Liste der Geotope im Landkreis Bad Kissingen
Diese Liste enthält die Geotope des unterfränkischen Landkreises Bad Kissingen in Bayern.
Die Liste enthält die amtlichen Bezeichnungen für Namen und Nummern des Bayerischen Landesamt für Umwelt (LfU) sowie deren geographische Lage. Diese Liste ist möglicherweise unvollständig. Im Geotopkataster Bayern sind etwa 3.400 Geotope (Stand März 2020) erfasst. Das LfU sieht einige Geotope nicht für die Veröffentlichung im Internet geeignet. Einige Objekte sind zum Beispiel nicht gefahrlos zugänglich oder dürfen aus anderen Gründen nur eingeschränkt betreten werden.
| Name                                                        | Bild           | Geotop ID | Gemeinde / Lage                 | Geologische Raumeinheit      | Beschreibung | Fläche m² / Ausdehnung m | Geologie                                                                                                 | Aufschlussart                  | Wert               | Schutzstatus                                                | Bemerkung                       |
| ----------------------------------------------------------- | -------------- | --------- | ------------------------------- | ---------------------------- | --- | ------------------------ | --- | ------------------------------ | ------------------ | ----------------------------------------------------------- | ------------------------------- |
| Ehemaliger Basaltbruch Sodenberg SW von Diebach             | weitere Bilder | 672A001   | Hammelburg Position             | Westliche Fränkische Platten | Am Sodenberg wurde eine Schlotfüllung tiefreichend abgebaut. Anstehend ist ein säulig absondernder Basalt mit einem Mantel aus tuffiger Schlotbrekzie. Die zahlreichen umfangreichen Abraumhalden bezeugen ein ungünstiges (d. h. hohes) Abraum-/Nutzbares Gestein-Verhältnis. Unklar ist die Förderung von der sehr tief liegenden Grubensohle, da keine Ein-/Ausfahrt existiert. Der Abbau hatte sich zu einem engen Loch mit steilen, nicht mehr stabilen Böschungen entwickelt. | 21600 180 × 120          | Typ: Gesteinsart, Steinbruch/Grube Art: Basalt                                                           | Steinbruch                     | wertvoll           | Naturschutzgebiet, FFH-Gebiet                               |                                 |
| Ehem. Basaltbruch Knürzchen NE von Schildeck                |                | 672A003   | Schondra Position               | Rhön                         | Der kleine Steinbruch liegt in einem Basaltschlot. Die kleinsäulige Absonderung führt zu eckigem bis abgerundetem Blockwerk, das schalig-kugelig verwittert. Randlich ist eine Schlotbrekzie aufgeschlossen, ehemals auch Bereiche mit Nebengesteinsbrekzie. | 225 15 × 15              | Typ: Gesteinsart Art: Basalt                                                                             | Steinbruch                     | wertvoll           | Landschaftsschutzgebiet, Naturpark                          |                                 |
| Ehem. Steinbruch Rudelberg E von Schondra                   |                | 672A004   | Schondra Position               | Rhön                         | Im aufgelassenen Steinbruch stehen Schichten des untersten Unteren Muschelkalks an. Typisch für diesen Abschnitt ist der hohe Anteil mergeliger Partien sowie Konglomerat-Bänke und Bänkchen mit Seelilien-Stielgliedern. Der Grenzkalk (die Grenzbank zum liegenden Oberen Buntsandstein) ist zwei Mal im Weg unterhalb des Steinbruchs anstehend anzutreffen. | 800 100 × 8              | Typ: Schichtfolge Art: Kalkstein                                                                         | Steinbruch                     | bedeutend          | Landschaftsschutzgebiet, FFH-Gebiet, Naturpark              |                                 |
| Ehem. Tongrube SE von Untereschenbach                       |                | 672A005   | Hammelburg Position             | Westliche Fränkische Platten | Die aufgelassene Tongrube erschließt die oberen Partien (ca. 5 m) der Unteren Röttonsteine im unteren Teil der Grubenwand (rotbraune Tonschluffsteine mit graugrünlichen Reduktionshorizonten) sowie vorzüglich erhaltenen weißgrauen Rötquarzit (am Top) von 2,5 – 3,0 m Mächtigkeit mit Schichtbleichung unter seiner Basis. Ein besonderes Geotop aufgrund der Seltenheit von Aufschlüssen in Rötquarzit. | 4000 100 × 40            | Typ: Schichtfolge Art: Tonstein, Sandstein                                                               | Lehmgrube/Tongrube/Mergelgrube | wertvoll           | kein Schutzgebiet                                           |                                 |
| Ehem. Steinbruch Ofenthaler Berg bei Hammelburg             |                | 672A006   | Hammelburg Position             | Westliche Fränkische Platten | Der aufgelassene Steinbruch gliedert sich in einen unteren und oberen Bereich. Im unteren Bereich stehen von den Myophorienschichten des obersten oberen Buntsandsteins das rote Zwischenmittel und der Hangendteil der Myophorienschichten an, gefolgt von den Basalschichten des Unteren Muschelkalks. Der obere Bereich erschließt in einer Abbauwand die Schichten bis unterhalb der Terebratelbänke. Die Oolithbank ist im oberen Drittel sichtbar. | 36000 300 × 120          | Typ: Standard-/Referenzprofil, Störung Art: Kalkstein, Tonstein                                          | Steinbruch                     | wertvoll           | Landschaftsschutzgebiet, Naturpark                          |                                 |
| Ehem. Steinbruch SE von Stralsbach                          |                | 672A007   | Burkardroth Position            | Rhön                         | In zwei Steinbrüchen bei Stralsbach steht stark schräg gestellter Unterer Muschelkalk in großer Mächtigkeit in einem grabenartigen Störungssystem an. Er ist hier auf das Niveau des oberen Buntsandsteins abgesenkt. Aufgrund seiner höheren Verwitterungsbeständigkeit bildet der Buntsandstein ein morphologisches Hochgebiet (Reliefumkehr). | 120 20 × 6               | Typ: Störung, Gesteinsart Art: Kalkstein                                                                 | Steinbruch                     | wertvoll           | Landschaftsschutzgebiet, Naturpark                          |                                 |
| Ehem. Steinbruch Kehlmetze E von Nüdlingen                  |                | 672A008   | Nüdlingen Position              | Nördliche Fränkische Platten | In dem ehemaligen kleinen Steinbruch ist Wellenkalk mit der Oolithbank Beta 2 aufgeschlossen. Die Bank ist oolithisch-feinkonglomeratisch mit charakteristisch welliger Oberfläche. Bester Aufschluss dieser Bank in der ganzen Region und gut zugänglich. | 8000 200 × 40            | Typ: Schichtfolge, Tierische Fossilien, Gesteinsart Art: Kalkstein                                       | Steinbruch                     | wertvoll           | kein Schutzgebiet                                           |                                 |
| Ehem. Steinbruch Höret SE von Arnshausen                    |                | 672A009   | Bad Kissingen Position          | Westliche Fränkische Platten | Im Steinbruch Höret ist verfalteter Wellenkalk der Schaumkalk-Region aufgeschlossen. Im Westen gehen die verfalteten Schichten in unverformten Wellenkalk über. Im Osten werden die Falten durch eine Störung begrenzt, die den Unteren Muschelkalk gegen Oberen Muschelkalk mit einer Sprunghöhe von ca. 100–130 m versetzt. Inzwischen ist nur noch ein sehr kleiner verfalteter Bereich am Bruch-Eingang erkennbar. Beeindruckend sind nach wie vor die freigelegten schrägen Schichtflächen. | 3600 60 × 60             | Typ: Falte/Mulde/Sattel, Störung, Gesteinsart Art: Kalkstein                                             | Steinbruch                     | bedeutend          | Landschaftsschutzgebiet                                     |                                 |
| Ehem. Steinbruch an der Platzer Kuppe NE von Geroda         |                | 672A011   | Geroda Position                 | Rhön                         | In einem kleinen Abbau auf der NW-Seite der Platzer Kuppe wurde Unterer Muschelkalk (Wellenkalk) abgebaut, und zwar Unterer Muschelkalk 1 mit einer Konglomeratbank und (oben) einer markanten Oolithbank. Das Profil schließt stratigraphisch an das Profil Schondra nach oben an. | 900 30 × 30              | Typ: Gesteinsart Art: Kalkstein                                                                          | Steinbruch                     | bedeutend          | Naturschutzgebiet, Landschaftsschutzgebiet, FFH-Gebiet      |                                 |
| Ehem. Basaltbruch Bellevue SE von Wildflecken               | weitere Bilder | 672A012   | Wildflecken Position            | Rhön                         | Der aufgelassene Steinbruch zeigt auf verschiedenen Abbaussohlen schön ausgebildete Basaltsäulen. | 54000 180 × 300          | Typ: Gesteinsart, Basaltsäulen Art: Basalt                                                               | Steinbruch                     | bedeutend          | Landschaftsschutzgebiet, FFH-Gebiet, Vogelschutzgebiet      |                                 |
| Ehem. Basaltbrüche am Hegkopf S von Schönderling            |                | 672A013   | Geiersnest-Ost Position         | Rhön                         | Der ehemalige Hauptsteinbruch auf Basalt ist komplett zugewachsen und durch die Bildung eines Sees als Biotop anzusprechen. Eine kleine flache Grube südwestlich des ehemaligen Hauptsteinbruchs zeigt neben Abraum und Überwachsung noch Basalt mit zahlreichen herausgewitterten Olivin-Knollen. | 3600 60 × 60             | Typ: Gesteinsart Art: Basalt                                                                             | Steinbruch                     | bedeutend          | Naturpark                                                   |                                 |
| Basaltsee am Farnsberg (Tintenfass) ESE von Riedenberg      | weitere Bilder | 672A014   | Riedenberg Position             | Rhön                         | In einem kraterförmigen ehemaligen Basaltabbau hat sich ein See gebildet. Am Westrand des Sees stehen noch alte Werksanlagen. Ein Naturfreundehaus erschließt den geologisch und ökologisch interessanten Steinbruch für Freizeitzwecke. Der Steinbruch zeigt Basalte in überwiegend säuliger Ausbildung. Lokalität des ehem. Steinbruchs Spitzer Steinküppel. | 40000 200 × 200          | Typ: Basaltsäulen, Steinbruch/Grube, Gesteinsart Art: Basalt                                             | Steinbruch                     | wertvoll           | Naturschutzgebiet                                           |                                 |
| Vulkankrater am Gebirgsstein ESE von Oberbach               | weitere Bilder | 672A017   | Wildflecken Position            | Rhön                         | Aufgelassener Basaltsteinbruch, an dessen Wänden ringsum immer wieder der Kontakt von schwarzen Basaltsäulen zu roter Schlacke aufgeschlossen ist. Diese Grenzfläche fällt zum Bruchzentrum hin ein. Offensichtlich hat hier Lava eine Senke in den Schlacken aufgefüllt. Möglicherweise sind die Basaltsäulen, die hier abgebaut wurden als Füllung eines Lavasees innerhalb des Kraters eines kleinen Schlackenkegel entstanden. | 16000 200 × 80           | Typ: Kontakt, Magmatisches Gefüge, Basaltsäulen, Gesteinsart Art: Basalt, Tuff/Tuffit                    | Steinbruch                     | besonders wertvoll | Naturschutzgebiet, Landschaftsschutzgebiet, FFH-Gebiet      | Bayerns schönste Geotope Nr. 84 |
| Chirotherien-Sandstein NE von Euerdorf                      |                | 672A018   | Euerdorf Position               | Rhön                         | Am Saalrangen nordöstlich von Euerdorf wurden Trittsiegel von Dinosaurier-Vorläufern freigelegt, die dem Thüringischen Chirotheriensandstein zuzuordnen sind. Der Weg durch die Zeit von Bad Kissingen zum Museum Terra Triassica in Euerdorf führt am Geotop vorbei. | 400 20 × 20              | Typ: Spurenfossilien, Schichtfolge, Gesteinsart Art: Sandstein                                           | sonstiger Aufschluss           | besonders wertvoll | Landschaftsschutzgebiet, Naturpark                          | Bayerns schönste Geotope Nr. 98 |
| Aufgel. Muschelkalkbruch NE von Rannungen                   |                | 672A020   | Rannungen Position              | Nördliche Fränkische Platten | Der gut zugängliche aufgelassene Steinbruch erschließt Unteren Muschelkalk (meist Wellenkalk), der gelegentlich Fossilien, sowohl Spuren von Bioturbation als auch Fauna, enthält. | 500 50 × 10              | Typ: Gesteinsart, Schichtfolge, Spurenfossilien, Tierische Fossilien Art: Sandstein                      | Steinbruch                     | bedeutend          | kein Schutzgebiet                                           |                                 |
| Aufgel. Muschelkalkbruch SE von Ramsthal                    | weitere Bilder | 672A021   | Ramsthal Position               | Westliche Fränkische Platten | Im aufgelassenen Steinbruch sind Muschelpflaster und eine Schaumkalkbank mit stromatolithischem Charakter aufgeschlossen. Es bestehen Fundmöglichkeiten für Fossilien. | 600 30 × 20              | Typ: Gesteinsart, Schichtfolge, Spurenfossilien, Tierische Fossilien Art: Kalkstein                      | Steinbruch                     | wertvoll           | Landschaftsbestandteil                                      |                                 |
| Aufgel. Steinbruch NE von Arnshausen                        |                | 672A022   | Bad Kissingen Position          | Rhön                         | In dem aufgelassenen Steinbruch wurde Felssandstein gewonnen. Oberhalb des Felssandsteins sind Karneol-Dolomit-Schichten und Thüringischer Chirotheriensandstein aufgeschlossen. Die violettbraune Färbung im oberen Abschnitt der Karneol-Dolomit-Schichten wird als Bodenbildung (Violett-Horizont) gedeutet. Gelegentlich sind Tonschluffstein-Lagen zwischengeschaltet. | 0 keine Angabe           | Typ: Schichtfolge, Fossiler Boden, Gesteinsart Art: Sandstein                                            | Steinbruch                     | besonders wertvoll | Naturpark                                                   |                                 |
| Aufgel. Kalksteinbruch Kalkofen W von Poppenlauer           |                | 672A024   | Maßbach Position                | Nördliche Fränkische Platten | Im ausgedehnten Bruchgelände ist Unterer Muschelkalk aufgeschlossen, der gelegentlich Wellenrippel zeigt. | 21000 300 × 70           | Typ: Gesteinsart, Schichtfolge, Sedimentstrukturen Art: Kalkstein                                        | Steinbruch                     | bedeutend          | Naturschutzgebiet, FFH-Gebiet                               |                                 |
| Aufgel. Kalksteinbruch S von Münnerstadt                    |                | 672A025   | Münnerstadt Position            | Nördliche Fränkische Platten | Der teilweise verwachsene Bruch erschließt Unteren Muschelkalk (Wellenkalksteinfolge, mu2) und ist schwer zugänglich. | 1200 60 × 20             | Typ: Schichtfolge, Gesteinsart, Sedimentstrukturen Art: Kalkstein                                        | Steinbruch                     | bedeutend          | Naturschutzgebiet                                           |                                 |
| Aufgel. Kalksteinbruch in ehem. StOÜbPl E von Reiterswiesen |                | 672A026   | Bad Kissingen Position          | Nördliche Fränkische Platten | Der relativ gut erhaltene, gut zugängliche und wenig verwachsene Steinbruch erschließt Unteren Muschelkalk (Terebratel- und Schaumkalkbänke). | 3200 80 × 40             | Typ: Steinbruch/Grube, Gesteinsart, Schichtfolge Art: Kalkstein                                          | Steinbruch                     | wertvoll           | Naturschutzgebiet, FFH-Gebiet                               |                                 |
| Aufgel. Kalksteinbruch ESE von Reiterswiesen                |                | 672A027   | Bad Kissingen Position          | Nördliche Fränkische Platten | Der kleine Steinbruch, unmittelbar neben einem Waldweg im Naturschutzgebiet gelegen, erschließt Unteren Muschelkalk (mu2 - mu3). | 400 40 × 10              | Typ: Steinbruch/Grube, Gesteinsart, Schichtfolge Art: Kalkstein                                          | Steinbruch                     | wertvoll           | Naturschutzgebiet, FFH-Gebiet                               |                                 |
| Ehem. Barytbergwerk Grube Marie SW von Wildflecken          |                | 672G001   | Wildflecken Position            | Rhön                         | In insgesamt 3 alten Stollen, von denen einer gesprengt wurde (zwei sind noch zugänglich, aber durch Gitter gesichert), wurde größtenteils vor dem Krieg Baryt bergmännisch gewonnen. Stratigraphisch liegen die Barytvorkommen im Mittleren Buntsandstein, ihre Entstehung ist wahrscheinlich hydrothermaler Art. Ein Anschauungsstollen kann nach Voranmeldung besichtigt werden (Info im Haus der Schwarzen Berge in Oberbach). | 100 50 × 2               | Typ: Stollen, Mineralien Art: Gangmineralisation, Sandstein                                              | Tunnel/Stollen/Schacht         | wertvoll           | Landschaftsschutzgebiet, Naturpark                          |                                 |
| Kothener Sauerbrunnen NE von Kothen                         |                | 672Q001   | Motten Position                 | Rhön                         | Der Kothener Sauerbrunnen ist frei zugänglich. Er ist gefasst und mit einem gemauerten Pavillon überbaut. | 1 1 × 1                  | Typ: Mineralquelle Art: Sandstein, Basanit                                                               | kein Aufschluss                | besonders wertvoll | Landschaftsschutzgebiet, Naturpark                          |                                 |
| Vulkankegel Mettermich NNW von Schondra                     | weitere Bilder | 672R001   | Schondra Position               | Rhön                         | Über einem relativ kleinen Zentralkegel erheben sich die zwei eng nebeneinander liegenden Gipfel des Vulkankegels ca. 5 m über der Umgebung mit anstehendem Säulenbasalt. Um diesen befindet sich ein weites Blockmeer. Am Top des geschützten Landschaftsbestandteils befindet sich ein Ringwall aus menschlicher Frühgeschichte, ebenso eine breite Wegauffahrt und weitere eigentümlich angeordnete Basaltwälle. | 40000 200 × 200          | Typ: Vulkanschlot Art: Basalt                                                                            | kein Aufschluss                | wertvoll           | Landschaftsschutzgebiet, Naturpark                          |                                 |
| Vulkankegel Dreistelz WNW von Oberleichtersbach             | weitere Bilder | 672R002   | Dreistelzer Forst Position      | Rhön                         | Der Dreistelz ist der höchste Vulkankegel der Region. Der steile Zentralbereich ist gangartig E-W ausgerichtet. Er hat kleine Felsbildungen am Top (direkt neben dem Aussichtsturm) und einen kleinen Basaltabbau am Westende des Steil-Bereichs. Reste von Unterem Muschelkalk sind randlich um den Kegel vorhanden. Auf der Ostseite des Kegels sind enorme Basaltschuttareale ins Rutschen gekommen, die bis an die Straße Dreistelz-Modlos reichen. | 160000 400 × 400         | Typ: Vulkanschlot Art: Basalt                                                                            | Felshang/Felskuppe             | wertvoll           | Landschaftsschutzgebiet, Naturpark                          |                                 |
| Basaltbruch am Lindenstumpf N von Schondra                  | weitere Bilder | 672R003   | Schondra Position               | Rhön                         | Der Steinbruch wurde ausschließlich zum Zweck der Versorgung des Autobahnbaus A7 angelegt. Ein ganzer Basaltkegel wurde künstlich abgetragen bis auf eine Art Kraterwall. Interessant sind die unterschiedlichen Arten der Basaltabsonderung, insbesondere die fächerförmig stehenden Basaltsäulen (Meiler) am Steinbruch-Eingang. Wie das Vorkommen einer Scholle von pyroklastischen Gesteinen zeigt, sind die säuligen Basalte aus einem ehemaligen Lavasee entstanden. | 70000 350 × 200          | Typ: Basaltsäulen, Vulkanschlot, Gesteinsart Art: Basalt                                                 | Steinbruch                     | wertvoll           | Landschaftsbestandteil, Landschaftsschutzgebiet, FFH-Gebiet | Bayerns schönste Geotope Nr. 7  |
| Pilsterstein NE von Kothen                                  | weitere Bilder | 672R004   | Motten Position                 | Rhön                         | Nordöstlich von Kothen liegt der landschaftlich reizvolle Pilsterstein, ein von der Verwitterung morphologisch herauspräparierter Ost-West verlaufender, gangartiger Vulkanschlot. Das Gestein zeigt hier nicht die für basaltische Gesteine typische Ausbildung von meist sechsseitigen Basaltsäulen, vielmehr sondert es unregelmäßiger und teilweise eher plattig-schichtig ab. Da eine plattige Absonderung typisch für das ebenfalls vulkanische Gestein Phonolith ist, wurde zeitweise angenommen, der Pilsterstein würde aus diesem Gestein bestehen, das im Übrigen in der hessischen Rhön weit verbreitet ist. Tatsächlich aber handelt es sich um einen basalt-ähnlichen Basanit. | 3600 60 × 60             | Typ: Felskuppe, Vulkanschlot, Basaltsäulen Art: Basanit                                                  | Felshang/Felskuppe             | besonders wertvoll | Landschaftsschutzgebiet, Naturpark                          |                                 |
| Falkenwand WSW von Elfershausen                             |                | 672R005   | Elfershausen Position           | Westliche Fränkische Platten | Der Höhenweg (Rundweg 5 des Naturparks Rhön) verläuft unterhalb des Wellenkalk-Saaleprallhangs stets in Rötton auf Hangschutt (Grenzgelbkalk) des Unteren Muschelkalks. Dank der Landschaftspflege des Pflegeverbandes Bad Kissingen und der Sektion Bad Kissingen des DAV ist die Falkenwand wieder gut erreichbar und sichtbar. Es herrscht permanenter Verkehrslärm von der nahen Autobahn. | 360000 1200 × 300        | Typ: Prallhang, Schichtfolge Art: Dolomitstein, Kalkstein                                                | kein Aufschluss                | wertvoll           | Landschaftsschutzgebiet, FFH-Gebiet, Naturpark              |                                 |
| Lange Steine NW von Riedenberg                              | weitere Bilder | 672R007   | Römershager Forst-Nord Position | Rhön                         | Blöcke des Felssandsteins des obersten Mittleren Buntsandsteins, der etwa 20 m höher eine Geländestufe bildet, sind gravitativ den Hang heruntergerutscht. Der größte Block des mittel- bis grobkörnigen bis feinkiesigen Felssandsteins ist (ohne Querklüfte) 15 m lang und bis 2 m mächtig und mit seiner Längsachse in Hangneigungsrichtung eingeregelt. Etwa 100 m oberhalb befindet sich die Felsgruppe Steinhaufen | 400 40 × 10              | Typ: Rutschung, Gesteinsart Art: Sandstein                                                               | sonstiger Aufschluss           | wertvoll           | Landschaftsschutzgebiet, FFH-Gebiet, Vogelschutzgebiet      |                                 |
| Felsgruppe Die großen Steine NW von Riedenberg              | weitere Bilder | 672R008   | Großer Auersberg Position       | Rhön                         | Die großen Steine bestehen aus weißem, mittel- bis grobkörnigem bis feinkiesigem Felssandstein des obersten Mittleren Buntsandsteins. Die markante Schrägschichtung wurde durch die Verwitterung herauspräpariert. Der an der Taloberkante felsig anstehende Sandstein bildet hangabwärts einen mächtigen Blockstrom, der bis ins Taltiefste reicht. In der Schlucht sind Abschnitte des tieferen Mittleren Buntsandsteins aufgeschlossen. | 7500 50 × 150            | Typ: Felsgruppe, Gesteinsart Art: Sandstein                                                              | Hanganriss/Felswand            | wertvoll           | Landschaftsschutzgebiet, FFH-Gebiet, Vogelschutzgebiet      |                                 |
| Steinernes Meer am Berghaus Rhön SE von Riedenberg          |                | 672R009   | Riedenberg Position             | Rhön                         | Das Blockfeld aus Basalt besteht aus teils Blöcken ohne Zwischensubstanz (Blockmeer), teils Blöcken, die in einer lehmigen Grundmasse schwimmen. Die durchwegs scharfkantigen Blöcke weisen auf kurze Wanderwege (d. h. Ursprungsort der Blöcke ganz in der Nähe) hin. Die unruhige Oberflächenmorphologie spricht für Rutschmassen. Das Blockfeld liegt unmittelbar oberhalb des Parkplatzes Berghaus Rhön. | 10000 100 × 100          | Typ: Blockmeer, Basaltsäulen, Gesteinsart Art: Basalt                                                    | Steinbruch                     | wertvoll           | Naturpark                                                   |                                 |
| Vulkanschlot Lösershag SE von Oberbach                      |                | 672R010   | Wildflecken Position            | Rhön                         | Der Gipfelaufbau des Lösershag besteht aus einer steilen Kuppe (Vulkanschlot aus anstehenden Basaltsäulen). Mehrere eindrucksvolle Blockmeere am Hangfuß, landschaftlich sehr reizvoll. Abgelegen, aber über Wanderwege gut zu erreichen. Kleiner, aufgelassener Steinbruch am Nordwesthang des Berges mit radialen Basaltsäulen. | 160000 400 × 400         | Typ: Vulkanschlot, Basaltsäulen, Blockmeer, Gesteinsart Art: Basalt                                      | Felshang/Felskuppe             | wertvoll           | Naturschutzgebiet, Landschaftsschutzgebiet, FFH-Gebiet      |                                 |
| Buntsandsteinschlucht Dörflinger Ruh SSW von Bad Brückenau  |                | 672R012   | Bad Brückenau Position          | Rhön                         | Das anstehende Vorkommen großer Schollen (Blöcke und Platten) von Felssandstein in der Schlucht ist auf eine tektonische Absenkung innerhalb eines ca. Nord-Süd-gerichteten Grabens zurückzuführen. | 10000 200 × 50           | Typ: Schlucht, Gesteinsart Art: Sandstein                                                                | Prallhang/Flussbett/Bachprofil | bedeutend          | Landschaftsschutzgebiet, Naturpark                          |                                 |
| Erdfall SW von Maßbach                                      |                | 672R013   | Maßbach Position                | Nördliche Fränkische Platten | Das kreisrunde Loch ist etwa 10 m tief und mit einem alten Baumbestand bewachsen. Vermutlich resultiert diese Einsturzdoline aus Auslaugungen im unterlagernden Unteren Muschelkalk. | 225 15 × 15              | Typ: Erdfall Art: Kalkstein                                                                              | kein Aufschluss                | wertvoll           | Landschaftsbestandteil                                      |                                 |
| Wichtelhöhlen SW von Bad Kissingen                          |                | 672R014   | Euerdorf Position               | Rhön                         | An der Alten Euerdorfer Straße befindet sich im Bereich des Saale-Prallhangs Batzenleite ein größerer Aufschluss im anstehenden Felssandstein. Aus dem Verband gelöste, bis 10 m große Einzelblöcke kommen ebenfalls vor. Ausgeprägte Klüfte und Hohlräume zwischen den Blöcken stellen die sagenumwobenen Wichtelhöhlen dar. Der Weg durch die Zeit von Bad Kissingen zum Museum Terra Triassica in Euerdorf führt am Geotop vorbei. | 15000 300 × 50           | Typ: Felswand/-hang, Blockmeer, Tafoni/Wabenverwitterung, Sedimentstrukturen, Gesteinsart Art: Sandstein | Hanganriss/Felswand            | wertvoll           | Landschaftsbestandteil, Landschaftsschutzgebiet, Naturpark  |                                 |
| Neuwiesgraben-Schlucht S von Dittlofsroda                   |                | 672R015   | Wartmannsroth Position          | Rhön                         | Der Neuwiesgraben hat sich teilweise klammartig in den Buntsandstein der Röt-Folge eingetieft und bildet gelegentlich kleine Wasserfälle. | 5000 500 × 10            | Typ: Schlucht, Wasserfall Art: Sandstein                                                                 | Prallhang/Flussbett/Bachprofil | wertvoll           | Landschaftsschutzgebiet, Naturpark                          |                                 |
| Felsfreistellung Wildweibstein N von Völkersleier           |                | 672R016   | Forst Detter-Süd Position       | Rhön                         | Am Wildweibstein befinden sich ausgedehnte Felsfreistellungen und Blockmeere im Felssandstein der Hardegsen-Folge. | 0 keine Angabe           | Typ: Felsburg, Blockmeer Art: Sandstein                                                                  | Felshang/Felskuppe             | wertvoll           | Landschaftsschutzgebiet, Naturpark                          |                                 |
| Bachanriss Schindeller Brunnen ENE von Kleinbrach           |                | 672R017   | Bad Kissingen Position          | Rhön                         | Der steil nach Westen zur Fränkischen Saale abfallende Schindeller Graben hat sich tief in den intensiv rotbraunen Sandstein der Hardegsen-Folge eingegraben, der auffällige Bänke (Mächtigkeiten im dm-Bereich) bildet. Dabei sind mehrere bis zu zwei Meter hohe Wasserfälle entstanden. Die Wasserführung ist witterungsabhängig stark schwankend. | 1500 100 × 15            | Typ: Lagerungsverhältnisse, Gesteinsart, Schichtfolge, Wasserfall Art: Sandstein                         | Hanganriss/Felswand            | wertvoll           | Landschaftsschutzgebiet, Naturpark                          |                                 |